# Premio Alfred Kerr
El premio Alfred Kerr (en alemán: Alfred-Kerr-Preis) de crítica literaria es un galardón anual  financiado por la revista German Book Trade.
El premio lleva el nombre del dramaturgo, periodista y crítico literario Alfred Kerr (1867-1948) y está dotado con 5.000 euros cada año. Creado en 1978, desde 1996 el premio ha distinguido una personalidad por su trabajo en crítica literaria. Desde 2004, se entrega durante la Feria del Libro de Leipzig.
Del jurado han formado parte Klaus Reichert (Presidente honorario de la Academia alemana para Lengua y Literatura), Maria Gazzetti, Peter Härtling, Klaus Schöffling, Torsten Casimir y Michael Lemling.

## Ganadores
- 1978: Jürgen Lodemann
- 1982: Otto Breicha
- 1988: Dieter P. Meier-Lenz
- 1992: Volker Ullrich[1]
- 1993: Werner Liersch
- 1996: Hanns Grössel
- 1997: Paul Ingendaay
- 1998: Günther Ohnemus
- 1999: Andreas Nentwich
- 2000: Lothar Müller
- 2001: Ulrich Weinzierl
- 2002: Maike Albath
- 2003: Felicitas von Lovenberg
- 2004: Elmar Krekeler
- 2005: Hubert Spiegel
- 2006: Meike Feßmann
- 2007: Hubert Winkels
- 2008: Burkhard Müller
- 2009: Gregor Dotzauer
- 2010: Dorothea von Törne
- 2011: Ina Hartwig[2]
- 2012: Helmut Böttiger[3]
- 2013: Daniela Strigl[4]
- 2014: Insa Wilke
- 2015: Manfred Papst
- 2016: Nico Bleutge
- 2017: Andreas Breitenstein
- 2018: Michael Braun
- 2019: Marie Schmidt
- 2020: Christian Metz